# The Soul of Buddha
The Soul of Buddha es una película romántica muda estadounidense de 1918 dirigida por J. Gordon Edwards y protagonizada por Theda Bara, que también escribió la historia de la película, basándose en Mata Hari. La película fue producida por Fox Film Corporation y rodada en el Fox Studio en Fort Lee, Nueva Jersey.

## Argumento
Bavahari (Bara) es una joven javanesa de casta media que ejerce como bailarina sagrada en el templo de Buda. Pronto se desilusiona y, cediendo a las súplicas del mayor John Dare (Thompson) del ejército británico, huye con él y se convierte en su esposa, incurriendo en la ira de Ysora (Kennard), sumo sacerdote del templo, secretamente enamorado de ella. Un niño nace de la unión pero más tarde es encontrado muerto con el signo de muerte budista en su frente. Esto marchita el alma de Bava, quien lleva a su marido alrededor del mundo en busca de la felicidad. Endurecida por el dolor, se vuelve contra él y le ordena que se vaya. En un hotel de París conoce a un director teatral (Warwick) que queda fascinado con su danza. Acepta una oferta para aparecer en su teatro. En la noche de su debut su marido intenta una reconciliación, pero no tiene éxito y se suicida en su camerino. El sumo sacerdote, tras descubrir su presencia en París, la advierte dejando el signo de la muerte en la puerta de su camerino. Después se disfraza como un ídolo de Buda y al final de su baile Bava es mortalmente apuñalada por Ysora ante los espectadores.

## Reparto
- Theda Bara como Bava, la sacerdotisa
- Victor Kennard como Ysora
- Florence Martin como la esposa de Romaine
- Tony Merlo (acreditado como Anthony Merlo) como M. Romaine
- Jack Ridgeway (acreditado como Jack Ridgway) como el padre de la esposa
- Hugh Thompson como Sir John Dare
- Henry Warwick como director del teatro

## Recepción

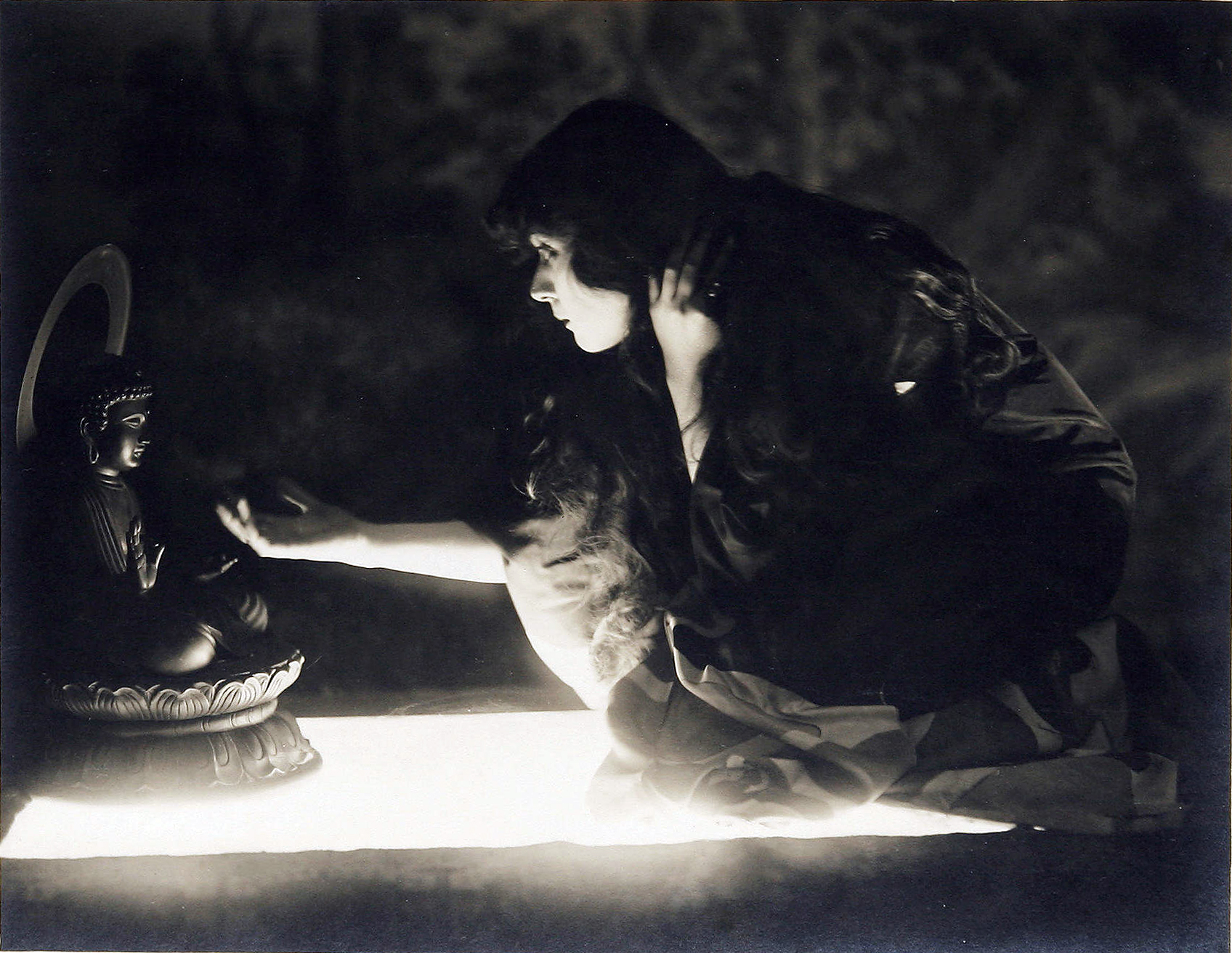
Escena de la película.

Como todas las películas de su época, The Soul of Buddha estaba sujeta a posibles recortes por parte de juntas de censura municipales y estatales. Por ejemplo, la junta de censura de Chicago ordenó un corte, en el carrete 3, del ataque contra la sirvienta encargada de cuidar del niño, de todas las vistas de las piernas de la bailarina expuestas por encima de la rodilla, en la escena del baile apache eliminó todas las  vistas del apache enmarcando la cara de la mujer rubia con las manos, el abrazo apasionado, el hombre dando un beso en su brazo y la escena de amor subsiguiente, y, en el carrete 5, el apuñalamiento de la bailarina.

## Estado de preservación
The Soul of Buddha se considera una película perdida.